# Piraterie dans les Caraïbes

Drapeau pirate à la tête de mort de Jack Rackham.

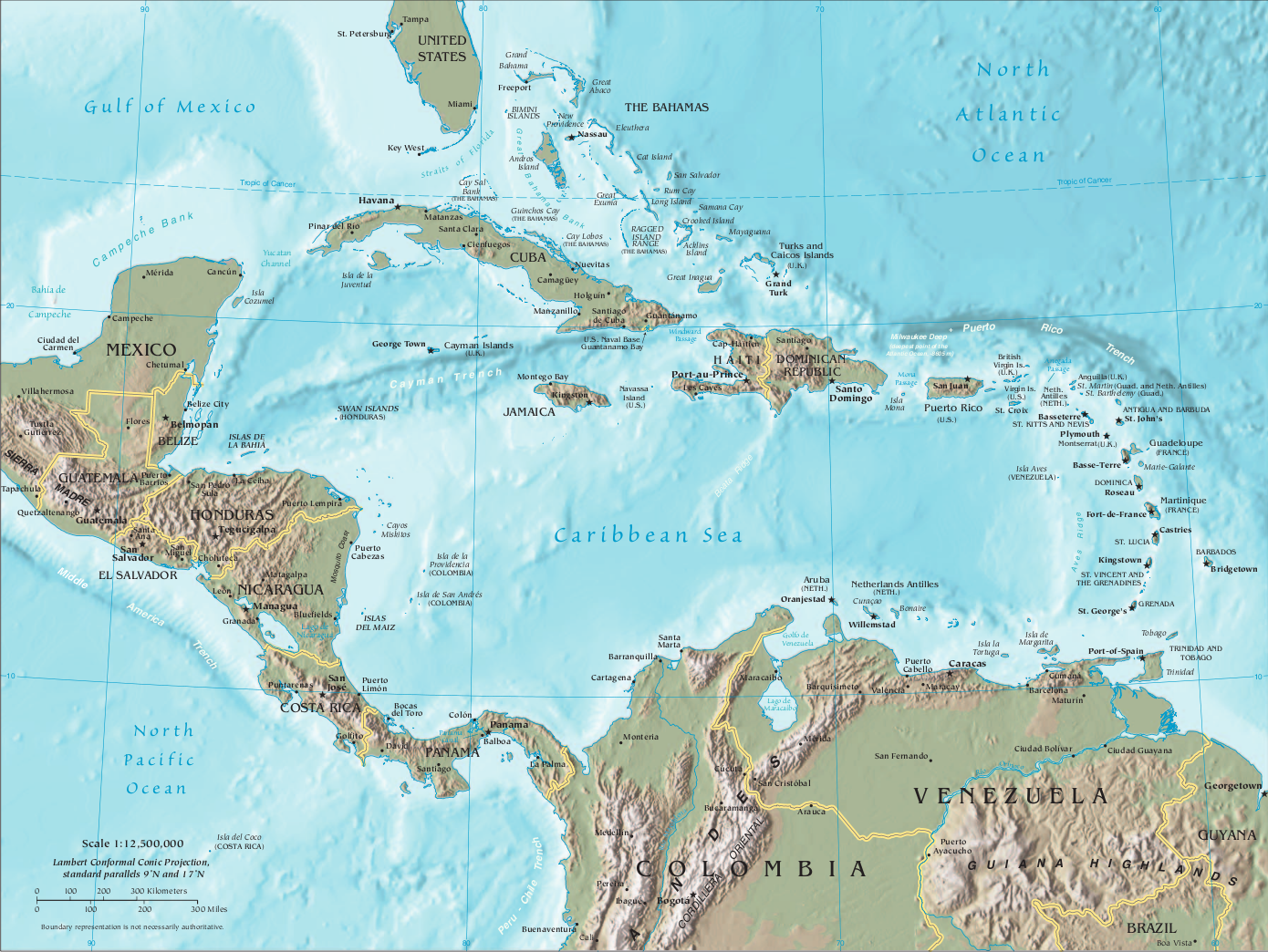
Carte de l'Amérique centrale et des Caraïbes [ pdf détaillé ].

La grande époque de la piraterie dans les Caraïbes commence aux alentours de 1520 et s'étend jusqu'aux années 1720. La période la plus faste pour les pirates se situe entre 1640 et 1680. La flibuste se développe au détriment de l'empire colonial espagnol à partir des ports de Port Royal à la Jamaïque, de l'île de la Tortue (Haïti) et de Nassau dans les Bahamas.

## Le contexte

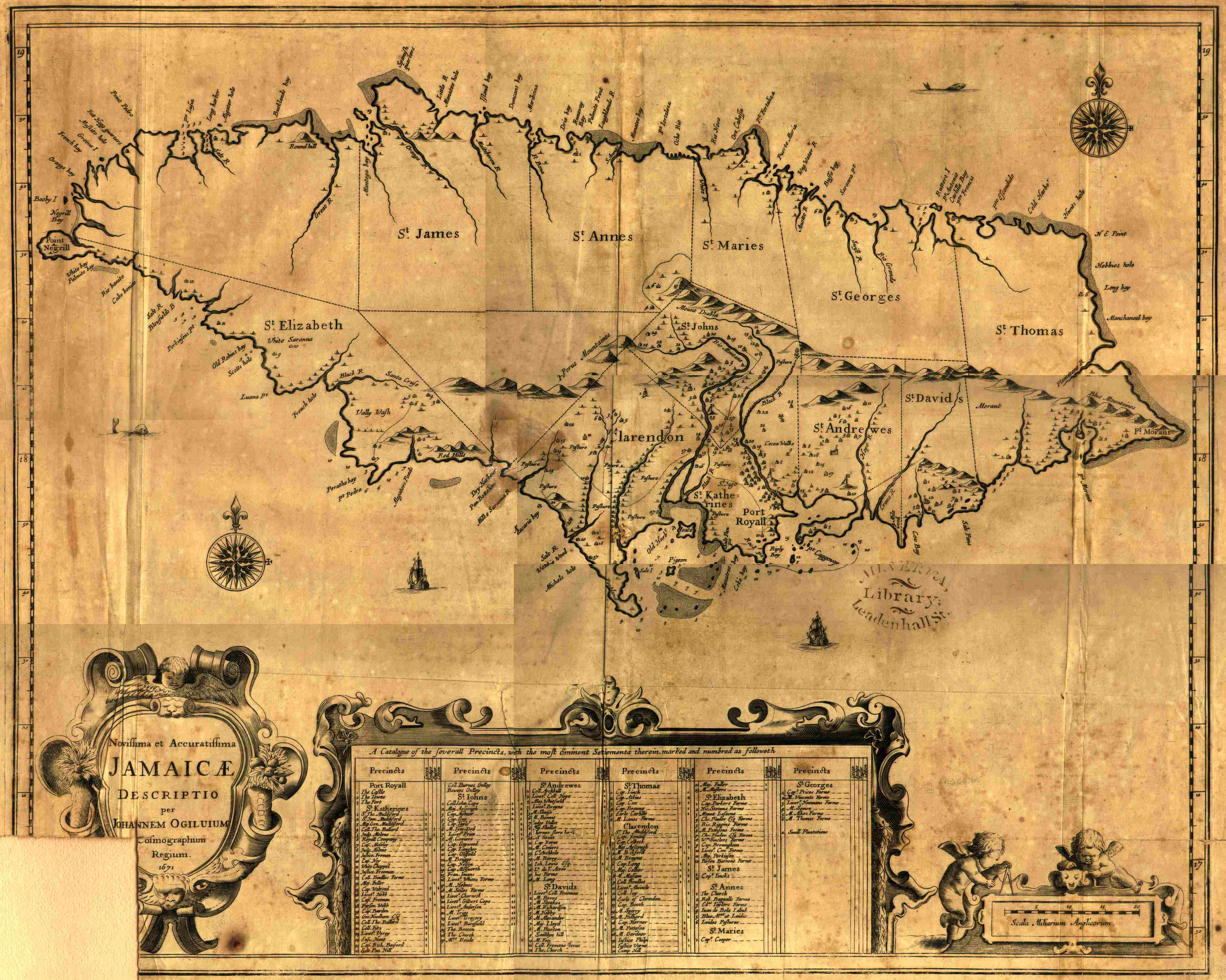
Carte de la Jamaïque (1671)

### Contextes économique et politique
Le traité de Tordesillas (1494) partage le Nouveau Monde entre les Espagnols et les Portugais le long d'une ligne Nord-Sud située à 370 lieues (1 770 km) à l'Ouest des îles du Cap-Vert. Ceci donnait à l'Espagne le contrôle des Amériques, une position qu'elle renforça avec l'obtention d'une bulle papale. Le continent autour des Caraïbes était alors appelé Nouvelle Espagne. Les premiers ports furent Carthagène, Panama, Santiago, Porto Bello, Maracaibo et Saint-Domingue.
Les cargaisons d'argent attirèrent les pirates et en temps de guerre, les corsaires français tant dans la Caraïbe qu'à travers l'Atlantique, jusqu'à Séville. Pour éviter cela, à partir de 1560, les Espagnols adoptèrent le système du convoi : « la flota ». Ce convoi rassemblait de très nombreux vaisseaux marchands ainsi que des navires de guerre en nombre afin de contrer toute attaque pirate. La flottille, chaque année, prenait le départ de Séville (et plus tard de Cadix), prenant en charge passagers, troupes et marchandises de l'Ancien monde pour les colonies du Nouveau Monde. D'une certaine manière, ces cargaisons du trajet aller ne servaient que de lest car le but principal était de ramener un an de production d'argent et de pièces de monnaie en Europe.
Ce voyage de retour était une cible de choix pour les pirates, ils suivaient discrètement la flottille et attaquaient les navires qui prenaient du retard sur les autres. La route classique des Caraïbes commençait dans les Petites Antilles près de la Nouvelle Espagne, puis vers le nord et à travers le canal du Yucatan (entre le Mexique et Cuba) afin de pouvoir profiter des grands vents de l'ouest (les contre-alizés) pour revenir en Europe.
Sous les petits-fils de François Ier, surtout Charles IX, les tentatives de colonisation furent principalement le fait des huguenots (protestants), comme Villegaignon au Brésil, et au sud des actuels États-Unis, d'où peut-être le nom de "Caroline". Les Français, appuyés par la flotte du Ponant, furent les premiers non-Espagnols à posséder une colonie dans les Caraïbes, en l'occurrence à Saint-Augustin San Agustín (Floride), bien que son existence ait été de courte durée. Aidés par leurs gouvernements respectifs, les marchands et les colons anglais, français et hollandais ignorèrent le traité pour envahir le territoire espagnol : « Pas de paix au-delà du méridien ». Les Espagnols n'avaient pas les moyens d'une présence militaire suffisante pour contrôler la zone ou pour imposer leurs lois commerciales. Ceci mena à une contrebande permanente à la colonisation espagnole en temps de paix et en temps de guerre, à la guerre de course dans toutes les Caraïbes. Certains voyaient les fins des hostilités avec regret et continuant leurs attaques, devinrent pirates. La course ponantaise et la course antillaise débutent à la faveur des guerres opposant la France et l'Espagne, dès la première moitié du XVIe siècle. De la fin du XVIe siècle aux années 1660, l'essor du mouvement est essentiellement dû aux entreprises anglaises et hollandaises. L'Angleterre, en froid avec l'Espagne à partir des années 1560, les Provinces-Unies, en rébellion contre l'Espagne depuis 1566, étaient décidées à remettre en cause l'exclusivité ibérique sur le Nouveau Monde.
Dans les années 1620, après le début de la guerre de Trente Ans (1618-1648), la présence espagnole dans les Caraïbes déclina rapidement. Les Espagnols devinrent de plus en plus dépendants du travail des esclaves africains et ne maintinrent qu'une faible présence militaire. Pendant ce temps, d'autres pays commencèrent à établir des colonies sur les territoires libérés par l'Espagne. Pendant ce temps, l'Espagne a maintenu une route commerciale intense avec ses possessions américaines, où d'importants marchands qui travaillaient comme corsaires traversaient continuellement l'Atlantique. Parmi ceux-ci, Amaro Pargo se distingue, qui faisait fréquemment du commerce dans les Caraïbes tout en pillant les navires des puissances ennemies de la couronne espagnole. Amaro Pargo a vécu dix ans dans les Caraïbes, plus précisément sur l'île de Cuba où il a eu des descendants.
En 1609, le traité de Tordesillas est remis en cause par le juriste Hugo Grotius. Dans son livre Mare Liberum (De la liberté des mers ), il formula le nouveau principe selon lequel la mer était un territoire international et que toutes les nations étaient libres de l'utiliser pour le commerce maritime. Ce principe fut repris durablement par les Britanniques et la Première guerre anglo-néerlandaise (1652-1654) offrit là aussi des opportunités pour les pirates.
Une colonie établie sur l'île de New Providence devint rapidement un refuge pour les pirates.
La Barbade fut la première colonie anglaise vraiment viable, pour la culture du tabac. La culture du sucre s'y implante en 1643, puis gagne la Martinique en 1654 et la Jamaïque en 1672. Alors que les nombreux petits planteurs de tabac sont souvent alliés des pirates, les grandes plantations de sucre nécessitent de déboiser, investir, et importer des esclaves. Les services de Charles François d’Angennes, marquis de Maintenon, pour les flibustiers français, et Henry Morgan pour les flibustiers anglais sont alors loués par les pouvoirs royaux pour chasser les flibustiers et les inciter à cultiver le sucre.
Tandis que la guerre continuait en Europe, vers la fin du XVIIe siècle, la situation dans les Caraïbes s'était stabilisée. Les colonies étaient plus importantes et les effets économiques défavorables de la piraterie plus apparents. Par le Traité de Madrid en 1670, l'Espagne et l'Angleterre légitimèrent leurs possessions respectives dans les Caraïbes et décidèrent d'un commun accord de mettre fin à la piraterie dans leurs territoires respectifs. L'Angleterre dont la présence était devenue beaucoup plus importante, stationna un escadron naval à Port Royal (Jamaïque) dès les années 1680 et appliqua ce traité immédiatement : les flibustiers anglais choisirent alors d'aller couper du bois de teinture dans le golfe de Campeche, se mettre au service des Français, se tourner vers la piraterie dans les mers du Sud (où ils sont rejoints par les flibustiers français lorsque Louis XIV arrête de donner des lettres de marque lors de la Trêve de Ratisbonne en 1684) ou se retirer. Les actes de piraterie devinrent donc plus rares et la chasse aux pirates plus intense, bien que l'Espagne ait établi une garde côtière (Costa Guarda) corsaire. Deux hommes ont joué un rôle important dans ce processus dès les années 1676 à 1678 : Charles François d’Angennes, marquis de Maintenon, pour les flibustiers français, et Henry Morgan pour les flibustiers anglais. Morgan est arrêté en 1672. Il achète sa liberté et une retraite dorée de gouverneur de la Jamaïque contre une renonciation à son statut de flibustier. Dès lors, les flibustiers perdent leur base principale. Quatre ans plus tard, les Français font de même avec Charles François d’Angennes, qui désarme plusieurs flibustiers au nom du Roi et devient le plus riche planteur de sucre de la Martinique.
La flibuste décline, s'embourgeoise mais ressuscite lors de la Guerre de la Ligue d'Augsbourg (1688-1697) et la  guerre de Succession d'Espagne (1701-1714 marquant l'« âge d'or de la piraterie »), les puissances maritimes d'Angleterre et des Provinces-Unies voulant éviter aussi bien une hégémonie française que la reconstitution de l'empire de Charles Quint.

### Contexte sociologique
Aux XVIIe et XVIIIe siècles, la condition de marin était la plus dure qui soit. Le métier était physiquement très éprouvant, l'espace de vie très réduit et nauséabond et la nourriture très insuffisante.
Les jeunes qui avaient subi un enrôlement de force (ce que l'on nommait la presse, une spécialité britannique) n'avaient pas choisi de monter à bord et d'endurer toutes les peines que cela représentait. Une discipline de fer qui comprenait notamment des châtiments corporels et qui pouvait aller jusqu'à la peine de mort s'appliquait à eux.
La plupart des équipages pirates ont eu une carrière de moins d'un an, il s'agissait d'hommes qui n'avaient rien à perdre, se sachant condamnés à mort en cas de capture ce qui les rendait particulièrement redoutables au combat.

## Stratégie
Généralement, ils préféraient des petites embarcations légères, rapides et manœuvrables aux lourds galions marchands ou bâtiments militaires fortement pourvus en canons. Le but n'étant pas d'endommager le navire convoité, les pirates embarquaient peu de canons au profit d'un maximum d'hommes afin de mener des attaques éclairs et de pouvoir disparaitre aussi vite avec le butin. Une célèbre stratégie était de prendre une cible au dépourvu : les pirates approchaient leur proie en feignant d'être des marchands en péril et endormaient ainsi la méfiance de l'équipage visé pour pouvoir s'approcher sans craindre le feu des canons marchands. Une fois assez proches du navire visé, ils hissaient alors le pavillon noir, s'amarraient à la proie pour éviter qu'elle ne s'enfuie et la prenaient d'abordage. Risquant la mort en cas de capture, les pirates se révélaient être de redoutables combattants. Ainsi, la surprise, le nombre et la redoutable aptitude au combat rapproché des pirates leur permettaient de se rendre rapidement maîtres du navire abordé.
Par ailleurs, les pirates étaient capables de réunir de véritables armées et flottes pour s'attaquer à de puissantes villes comme Carthagène (Cartagena de Indias en Colombie) où les Espagnols entreposaient l'or du nouveau-monde pendant un an. Ainsi L'Olonnais met à sac les villes de Maracaïbo et Gibraltar.
N'obéissant pas à une stratégie concertée, agissant en petites unités sur des zones vastes difficiles à surveiller, le pirate était donc imprévisible et constituait une menace pour des puissances bien plus fortes que lui.

## Les flibustiers
Dans les équipages pirates le capitaine était élu et l'équipage pouvait voter son remplacement. Le capitaine devait être un chef et un combattant : dans une attaque, tous s'attendent à ce qu'il se batte au côté de ses hommes et non pas qu'il donne des ordres à distance. Les gains étaient divisés en parts égales, et si les officiers recevaient un nombre plus élevé de parts, c'est qu'ils prenaient plus de risques ou possédaient des compétences particulières. Les équipages naviguaient souvent sans salaire, leurs captures s'accumulant au cours des mois avant d'être réparties. Ils avaient, pendant quelque temps, mis au point un système garantissant une compensation en argent, or ou esclaves pour les blessures reçues pendant une bataille. Il arrivait quelquefois que les pirates libèrent les esclaves quand ils capturaient un bateau négrier car hors-la-loi, ils ne pouvaient se rendre dans un port pour les revendre. Une part non négligeable des équipages pirates était constitué d'esclaves libérés, en fuite ou plus ou moins enrôlés de force. Les pirates forçaient parfois des spécialistes, des charpentiers de marine par exemple, à naviguer avec eux.
Pour les Européens de la fin du XVIIe siècle, les flibustiers représentaient l’image de l’aventure elle-même. Desperados de tout acabit, aventuriers sans foi ni loi, mais qui obéissent à un code d’honneur qui leur est propre, «les flibustiers sont les chasseurs des mers.» Ils portent des noms évocateurs et épiques, que leur vaut leur courage et leur férocité : Alexandre, surnommé Bras de fer ; Pierre le Grand ; Roche Brasileiro, dit le Brésilien ou le Roc; Daniel Monbars, dit L'exterminateur; Morgan le Gallois ; le capitaine Mautauban ; François L'Olonnais dit le cruel ou L'Olonois.

## Les boucaniers
Les premiers boucaniers étaient souvent des évadés des colonies. À l'origine coureurs de bois sur l'île d'Hispaniola (actuellement Saint-Domingue et Haïti), ils chassaient les bœufs sauvages. La viande était préparée à la manière indigène, c'est-à-dire séchée et fumée sur une sorte de grill en bois : le boucan (barbacoa en espagnol, d'après barbicoa en langue indienne arawak, qui donne barbecue). D'où les termes boucaner et boucanier. Cette viande ainsi conservée permettait de faire du trafic avec des navires de passage ou des colonies isolées. Après avoir été chassés d'Hispaniola par les Espagnols, les boucaniers trouvèrent refuge sur l'île de la Tortue (Tortuga en espagnol), à l'époque possession française, située au nord-ouest d'Hispaniola, à partir de 1663. Ils opéraient avec le soutien partiel des colonies non-espagnoles et leur activité est demeurée légale ou partiellement légale jusque dans les années 1700.
Obligés de survivre avec peu de ressources, ils étaient habiles en construction navale, en navigation et en chasse. On les considérait comme des combattants féroces et ils étaient réputés experts dans l'utilisation de fusils à silex (inventé en 1615). Toutefois, le fonctionnement de ces armes était si incertain que leur utilisation en combat n'était pas très courante avant 1670. Ils furent engagés dans des expéditions à terre organisées par des pirates comme Henry Morgan.
Une grande solidarité régnait entre eux et les décisions étaient prises en commun pour le profit de la communauté. Ceci est en partie à l'origine des règles démocratiques en vigueur à bord des navires pirates.
À la manière des boucaniers, des communautés de bûcherons s'étaient établies au Honduras pour abattre et vendre des bois précieux au nez et à la barbe des Espagnols. Avec les boucaniers et les flibustiers, ils constituaient la communauté des « Frères la Côte » et non « Frères de la Côte » comme on voit toujours non dans les textes mais dans les romans. On passait facilement d'une profession à l'autre ce qui explique que le terme boucanier est souvent synonyme à tort de pirate.
Remarque : la confusion provient également de l'anglais ou le terme employé pour désigner les pirates des caraïbes est bucaneer ou éventuellement freebooter, tandis que le terme filibuster désigne des aventuriers mercenaires anglo-américains du XIXe siècle engagés dans des actions de colonisation sauvage avec l'intention de renverser le gouvernement en place (la colonisation du Texas par exemple).

## La fin de l'âge d'or de la piraterie

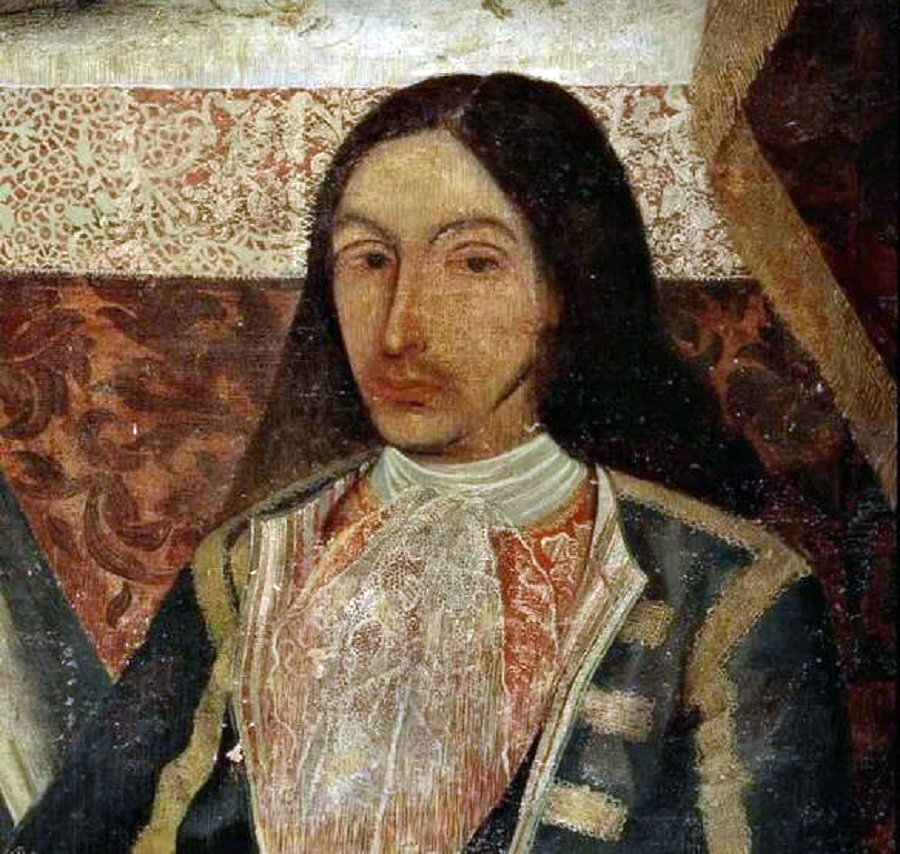
L'espagnol Amaro Pargo fut l’un des corsaires les plus célèbres de l’âge d’or de la piraterie : il mena des expéditions anti-britanniques dans les Caraïbes et vécut à Cuba pendant dix ans.

Plus le pouvoir des États s’est affirmé, plus les forces armées ont été codifiées et contrôlées par le pouvoir central. Les marines militaires ont été développées, leur nouvelle mission comprenant la lutte contre la piraterie. La fin de la guerre de Succession d'Espagne fait passer les effectifs de la Royal Navy de 40 000 à 10 000 hommes. Beaucoup d’entre eux, désœuvrés, passent dans la flibusterie, entraînant l’âge d'or de la grande piraterie (1713-1722). Un nouveau gouverneur des Bahamas plus ferme que les précédents, Woodes Rogers, éradique la piraterie dans les Caraïbes grâce à l’utilisation combinée d’amnisties royales et de forces militaires, ce qui entraîne le déplacement de la piraterie dans l'océan Indien.
L’élimination de la piraterie dans les eaux européennes s’est étendue à l’Afrique occidentale et à l’Amérique du Nord avant 1710, et après 1720, même l’océan Indien est devenu un impraticable pour les pirates.
Cependant, à la suite de la révolution américaine, des guerres anglo-françaises du XVIIIe siècle, de la Révolution française de 1789 et de la période napoléonienne, la piraterie connut un dernier soubresaut dans les Antilles entre 1793 et 1830, avec des figures comme Jean Laffite, considéré comme le dernier des flibustiers, Dominique You ou Roberto Cofresi. On estime que la piraterie des années 1800 dans la Caraïbe mobilisa une force d’environ 3 000 à 5 000 combattants dans les îles antillaises.